# Typhlocyba platana
Typhlocyba platana är en insektsart som först beskrevs av Erhard Christian 1953.  Typhlocyba platana ingår i släktet Typhlocyba och familjen dvärgstritar. Inga underarter finns listade i Catalogue of Life.